# Надтверде тіло
Надтверде тіло, або надплинне тверде тіло — у фізиці конденсованих середовищ надтверде тіло — це просторово впорядкований матеріал із надтекучими властивостями. У випадку гелію-4 з 1960-х років висловлювалися припущення, що можливо створити надтверду речовину. Починаючи з 2017 року, остаточний доказ існування цього стану надано кількома експериментами з використанням атомарних конденсатів Бозе-Ейнштейна. Загальні умови, необхідні для виникнення надтвердості в певній речовині, є темою постійних досліджень.